# Arcadio Venturi
Pour les articles homonymes, voir Venturi.
Arcadio Venturi (né le 18 mai 1929 à Vignola, dans la province de Modène en Émilie-Romagne) est un footballeur professionnel italien des années 1950.

## Biographie
En tant que milieu de terrain, Arcadio Venturi est international italien à six reprises (1951-1953) pour un but.
Il participe aux Jeux olympiques de 1952. Il est titulaire contre les États-Unis et la Hongrie. Il inscrit un but à la 27e minute contre les États-Unis, mais l'Italie est éliminée au premier tour par les Hongrois. 
Il joue dans trois clubs italiens : l'AS Rome, l'Inter Milan et le Brescia Calcio. Le seul titre remporté par ce joueur est une Serie B gagnée en 1952 avec l'AS Rome.

## Clubs
- 1948-1957 :  AS Rome
- 1957-1960 :  Inter Milan
- 1960-1962 :  Brescia Calcio

## Palmarès

### En club
| AS Rome - Championnat d'Italie D2 - Champion en 1952 |